# Liste der salvadorianischen Botschafter in Deutschland
Liste der salvadorianischen Gesandten und Botschafter in Deutschland
Der Amtssitz war ab 1962: Gangolfstr. 6, Bonn, beim Salvadorianischen Institut für Industrieförderung, ab 1996: Adenauerallee 238, 53113 Bonn, bei der Konrad-Adenauer-Stiftung.
Seit 2000 ist der Amtssitz: Joachim-Karnatz-Allee 47, 10557 Berlin
| Ernennung Akkreditierung | Botschafter                      | Bemerkungen | ernannt von                      | akkreditiert bei der Regierung | Posten verlassen |
| ------------------------ | -------------------------------- | --- | -------------------------------- | ------------------------------ | ---------------- |
| 1888                     | William Schönlank                | Generalkonsul (* 5. August 1814 in Mirosławiec; † 23. Dezember 1897 Berlin), Kaufmann Inhaber einer Indigo-Farbenhandlung.                                | Francisco Menéndez Valdivieso    | Friedrich III.                 |                  |
| Dez. 1925                | Ismael Gómez Fuentes             | Hitzigstraße 4 in Berlin | Alfonso Quinónes Molina          | Hans Luther                    | Mai 1931         |
| 1952                     | Samuel Jorge Dawson              | Geschäftsträger 1932 Konsul in San Francisco, 1945: Gesandtschaftssekretär in London                                                                      | Óscar Osorio Hernández           | Kabinett Adenauer I            | 1953             |
| 1953                     | Juan José Castañeda Dueñas       | 1954 akkreditiert | Óscar Osorio Hernández           | Kabinett Adenauer I            | 1955             |
| 1955                     | Leopoldo Barrientos              | | Óscar Osorio Hernández           | Kabinett Adenauer II           | 1957             |
| 1957                     | Luis Roberto Flores              | Oberst, 1977: Botschafter in Madrid, 1964 Präsidentschaftskandidat der Partido Republicano de Evolutión Naciónal (PREN)                                   | José María Lemus López           | Kabinett Adenauer II           | 1962             |
| 1962                     | Arturo Ramón González            | 1960: wurde einstimmig zum Präsidenten der Banco Hipotecario de El Salvador gewählt                                                                       | Eusebio Rodolfo Cordón Cea       | Kabinett Adenauer IV           | 1965             |
| 15. Nov. 1966            | Galileo Cabrales                 | 1960 Generalkonsul in New Orleans | Eusebio Rodolfo Cordón Cea       | Kabinett Erhard II             | 1966             |
| 1966                     | Juan Contrera Chávez             | 1963 Botschafter in Wien, 1973 Botschafter in 16 Edinburgh House, 9B Portland Place London, 1975:Botschafter in Panama-Stadt, 1977: Botschafter in Ottawa | Eusebio Rodolfo Cordón Cea       | Kabinett Erhard II             | 1967             |
| 1967                     | José Rafael Zaldívar Brizuela    | | Fidel Sánchez Hernández          | Kabinett Kiesinger             | 1973             |
| 1973                     | Ernesto Trigueros Alcaine        | 1983–1990: Botschafter in Madrid, ab 22. Juli 1994 Botschafter in London                                                                                  | Arturo Armando Molina            | Kabinett Brandt II             | 1979             |
| 1979                     | José Rafael Zaldívar Brizuela    | | Junta Revolucionaria de Gobierno | Kabinett Schmidt II            | 1980             |
| 1980                     | José Horacio Trujillo García     | Sohn von Estela García und José Saúl Trujillo, April 1985: Botschafter in Santiago de Chile                                                               | José Napoleón Duarte             | Kabinett Schmidt II            | 1981             |
| 1981                     | Juan Ricardo Ramirez Rauda       | Generalsekretär der Partido Demócrata Cristiano (El Salvador)                                                                                             | José Napoleón Duarte             | Kabinett Schmidt II            | 1985             |
| 1989                     | José Saguer Saprissa             | am 21. Februar 1991 auch in Wien akkreditiert | Alfredo Cristiani Burkard        | Kabinett Kohl III              | 2000             |
| 2000                     | Edgardo Carlos Suárez Mallagray  | | Francisco Flores Pérez           | Kabinett Schröder I            | 2009             |
| 28. Mai 2010             | Anita Cristina Escher Echeverría | | Mauricio Funes                   | Kabinett Merkel II             | 31. März 2015    |
| 1. Apr. 2015             | Leandro Uzquiano Arriaza         | Geschäftsträger | Salvador Sánchez Cerén           | Kabinett Merkel III            | 23. Apr. 2015    |
| 24. Apr. 2015            | José Atilio Benítez Parada       | | Salvador Sánchez Cerén           | Kabinett Merkel III            |                  |
| 16. Okt. 2017            | Florencia Vilanova de von Oehsen | (* 4. August 1972) | Salvador Sánchez Cerén           | Kabinett Merkel IV             |                  |